# Tina Hermann
Tina Hermann (5 maart 1992) is een Duitse skeletonracer.

## Carrière
Bij haar wereldbekerdebuut, op 4 december 2014 in Lake Placid, eindigde Hermann op de vierde plaats. Vijftien dagen later stond ze in Calgary, in haar tweede wereldbekerwedstrijd, voor de eerste maal in haar carrière op het podium van een wereldbekerwedstrijd. Tijdens de wereldkampioenschappen skeleton 2015 in Winterberg eindigde de Duitse als vijfde in de individuele wedstrijd, daarnaast werd ze samen met Axel Jungk, Cathleen Martini, Lisette Thöne, Francesco Friedrich en Martin Grothkopp wereldkampioen in de landenwedstrijd. Op 4 december 2015 boekte Hermann in Winterberg haar eerste wereldbekerzege. Op de wereldkampioenschappen skeleton 2016 in Igls veroverde ze de wereldtitel in de individuele wedstrijd, in de landenwedstrijd sleepte ze samen met Axel Jungk, Anja Schneiderheinze, Annika Drazek, Johannes Lochner en Tino Paasche de wereldtitel in de wacht.

## Resultaten

### Olympische Spelen
| Jaar | Plaats      | Resultaat |
| ---- | ----------- | --------- |
| 2018 | Pyeongchang | 5e        |
| 2022 | Peking      | 4e        |

### Wereldkampioenschappen
| Jaar | Plaats       | Resultaat                         |
| ---- | ------------ | --------------------------------- |
| 2015 | Winterberg   | 5e Individueel · Landenwedstrijd  |
| 2016 | Igls         | Individueel · Landenwedstrijd     |
| 2017 | Königssee    | Individueel · Landenwedstrijd     |
| 2019 | Whistler     | Individueel · DNF Landenwedstrijd |
| 2020 | Altenberg    | Individueel · 5e Gemengd team     |
| 2021 | Altenberg    | Individueel · Gemengd team        |
| 2023 | Sankt Moritz | 5e Individueel 7e Gemengd team    |

### Wereldbeker
Eindklasseringen
| Seizoen   | Rang   |
| --------- | ------ |
| 2014/2015 | Brons  |
| 2015/2016 | Goud   |
| 2016/2017 | Zilver |
| 2017/2018 | Zilver |
| 2018/2019 | Zilver |
| 2019/2020 | 4e     |
| 2020/2021 | Zilver |
| 2021/2022 | 4e     |
| 2022/2023 | Goud   |

Wereldbekerzeges
| Datum            | Plaats       |
| ---------------- | ------------ |
| 4 december 2015  | Winterberg   |
| 11 december 2015 | Königssee    |
| 16 januari 2016  | Park City    |
| 22 januari 2016  | Whistler     |
| 26 februari 2016 | Königssee    |
| 3 februari 2017  | Innsbruck    |
| 23 februari 2019 | Calgary      |
| 5 januari 2020   | Winterberg   |
| 24 januari 2020  | Königssee    |
| 31 januari 2020  | Sankt Moritz |
| 15 januari 2021  | Sankt Moritz |
| 3 december 2021  | Altenberg    |
| 17 december 2021 | Altenberg    |
| 16 december 2022 | Lake Placid  |
| 13 januari 2023  | Altenberg    |
| 20 januari 2023  | Altenberg    |
| 17 februari 2023 | Sigulda      |